# George Suri
George Suri (* 16. Juli 1982 in Honiara, Salomonen) ist ein ehemaliger salomonischer Fußballspieler. Er war Abwehrspieler und spielte unter anderem für den neuseeländischen Erstligisten Auckland City FC.

## Vereinskarriere
Bevor er 2007 zu Auckland City FC wechselte, war er bei den neuseeländischen Klubs East Coast Bays und Waitakere United unter Vertrag. Waitakere United vermochte im April 2007 die OFC Champions League im entscheidenden Spiel gegen den fidschianischen Meister Ba FC, gewinnen, obwohl Suri in der 51. Minute und sein Teamkollege Craig Wylie nach der jeweils zweiten gelben Karte vom Platz gestellt wurden. Auch in der Saison 2008 war der kräftige Verteidiger Aucklands ein Kandidat für eine Verwarnung oder einen Feldverweis. Doch auch dieses Spiel gegen Otago United konnte sein Team glücklich dank eines eigenen Strafstoßes mit 1:0 gewinnen. Entgegen den Angaben der FIFA scheint Suri während der Saison 2008 an sein früheres Team, die East Coast Bays ausgeliehen worden zu sein, wo er pikanterweise gegen Waitakere United, entscheidende Tore erzielen konnte, sodass die East Coast Bays wichtige Spiele und in der Folge den Chatham Cup gewinnen konnten.

## Nationalmannschafts-Karriere
Sein erstes Spiel für die Salomonische Fußballnationalmannschaft bestritt er 2002 gegen Neuseeland.